# Carcinome pulmonaire à cellules géantes
 Mise en garde médicale
Le carcinome pulmonaire à cellules géantes est un sous-type de carcinome pulmonaire à grandes cellules (ou carcinome anaplasique à grandes cellules).